# Gerrit Vreeken

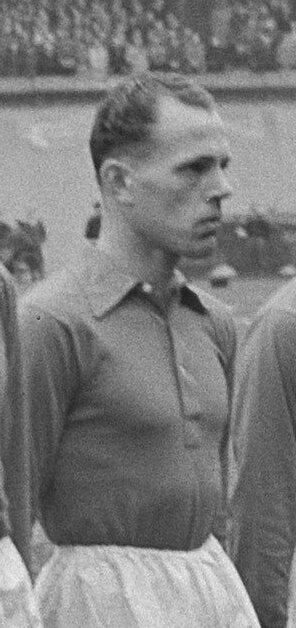
Vreken (1953)

Gerard (Gerrit) Vreeken (* 20. Januar 1923 in Den Haag; † 28. Februar 2013 in Châtillon-Coligny; auch Gerrie Vreeken, Nachname auch Vreken geschrieben) war ein niederländischer Fußballspieler. 

## Biografie
Vreeken, Sohn eines Bäckers aus Den Haag, spielte in den 1940er Jahren für den Haager Verein ADO, mit dem er 1942 und 1943 Meister wurde. Im Finale am 14. Juni 1943 im Haager Zuiderpark-Stadion erzielte der Rechtsaußen in der 85. Minute den Siegtreffer zum 1:0 über den Sportclub Enschede. Während der Besatzungszeit arbeitete der 19-Jährige 1942 neben dem Fußball in einem Radiogeschäft, als ihm angekündigt wurde, er solle als Zwangsarbeiter nach Deutschland deportiert werden. Um dem zu entgehen, schloss er sich auf Anraten eines Vereinskameraden, eines Mitglieds der mit den Besatzern kollaborierenden Nationaal-Socialistische Beweging (NSB), dem Arbeidsdienst an, was es ihm ermöglichte, in der Heimat zu bleiben und weiter Fußball zu spielen. Damit einher ging eine, nach Vreekens eigenen Worten „im Voraus nicht vereinbarte“ sympathisierende Mitgliedschaft in der NSB. Vreeken gab aber später an, er sei nie auf einer NSB-Versammlung gewesen und habe auch keine Mitgliedsbeiträge gezahlt.
Nach Kriegsende wurde Vreeken wegen seiner NSB-Kontakte für ein Jahr aus dem Verein und damit auch vom Spielbetrieb ausgeschlossen, für zehn Jahre wurde ihm das Wahlrecht entzogen. Als ein Freund aus Monaco ihn zu einem Probetraining bei der AS Monaco einlud, ging er in die zweite französische Liga, wo er nach seiner Zeit im Fürstentum unter anderem von 1949 bis 1954 beim FC Nantes spielte. Er war nach dem Krieg der erste Niederländer, der sein Geld als Berufsfußballspieler im Ausland verdiente. 1953 stand er als rechter Verteidiger in einer niederländischen Profiauswahl, die in Paris gegen Frankreich zu einem Benefizspiel zugunsten niederländischer Hochwasseropfer antrat, das als Watersnoodwedstrijd in die niederländische Fußballgeschichte einging. Dies Spiel, so sagte er anlässlich eines Wiedersehens 50 Jahre später, „ist die schönste Erinnerung meines Lebens. Die Atmosphäre, all die niederländischen Schlachtenbummler die nach Frankreich gekommen waren - das werde ich nie vergessen.“
Nach seiner aktiven Zeit blieb Vreeken in Frankreich und arbeitete dort und eine Zeitlang wieder in den Niederlanden als Trainer. Stationen waren unter anderem die Zwolsche Boys in Zwolle, Be Quick 1887 in Groningen und der lothringische FC Dugny. Zuletzt lebte Vreeken in Villefagnan, etwa 50 Kilometer südlich von Poitiers.